# Flussfeld-Temperaturgradient-Gaschromatographie
Die Flussfeld-Temperaturgradient-Gaschromatographie (FF-TG-GC) (Flow Field Thermal Gradient Gas Chromatography, auch Hyper-Fast GC genannt) ist eine auf der klassischen Gaschromatographie basierende Trennmethode, die sehr kurze Trennsäulen, eine resistiv geheizte Hüllkapillare und einen negativen räumlichen Temperaturgradienten nutzt, um innerhalb von Sekunden bis wenigen Minuten gaschromatographische Stofftrennung durchzuführen.  FF-TG-GC weist für bestimmte Anwendungsfälle gegenüber konventioneller Gaschromatographie verbesserte Geschwindigkeit, Sensitivität und Selektivität auf. Der erste Prototyp zur FF-TG-GC wurde im Jahr 2013 von Peter Boeker und Jan Leppert an der Universität Bonn entwickelt. 2017 gründete Boeker gemeinsam mit Paul Chambers das Unternehmen HyperChrom SA, welche seitdem gemeinsam mit der HyperChrom Deutschland GmbH die FF-TG-GC weiterentwickelt, vertreibt und betreut.

## Messprinzip

### Allgemeiner Aufbau
Der grundlegende Aufbau der FF-TG-GC entspricht dem Aufbau eines herkömmlichen Gaschromatographen, bestehend aus einem Injektor mit Gasversorgung, einer beheizbaren Fused-Silica-Trennsäule und einem Detektor, bspw. einem Flammenionisationsdetektor (FID) oder einem Massenspektrometer (MS). Erläuternde Konzeptgrafiken sind auf der Website des Herstellers zu finden.
Der bei der herkömmlichen GC genutzte Säulenofen ist bei der FF-TG-GC durch eine resistiv beheizbare Hüllkapillare aus Edelstahl ersetzt, welche helixartig in eine Halterstruktur eingesetzt ist, den sogenannten Helixturm. In diese Hüllkapillare wird manuell eine 2 bis 4 Meter lange klassische, herstellerunabhängige Fused-Silica-Trennsäule eingeführt. Die Temperatur der Hüllkapillare wird mithilfe von IR-Sensoren kontaktlos gemessen und gesteuert. Aufgrund der geringen thermischen Masse der Heizkapillare und dem effizienten Übergang der Hitze der Heizkapillare auf die darin eingeführte Trennsäule kann die Temperatur der Trennsäule sehr schnell und präzise gesteuert werden. Heizraten von bis zu 3000 °C / min und Cooldowns von 350 °C auf 50 °C innerhalb von 10 Sekunden sind möglich. Die Temperatur der Trennsäule kann über ihren gesamten Verlauf von Injektor bis Detektor gesteuert werden. Die Programmierung von schnellen Heizraten (analog zum Ofenprogramm bei der herkömmlichen Gaschromatographie) ist dabei allerdings auf den Hauptteil der Säule, die Helix, beschränkt; die verbleibenden Heizzonen werden statisch beheizt.

### Aufbau des Helixturms und Prinzip des negativen Temperaturgradienten
Der Helixturm, der die Halterstruktur für die Heizkapillare darstellt, fixiert die Heizkapillare samt eingeführter Trennsäule in einem helixförmigen, luftdurchströmten Kanal. Durch diesen Kanal kann vom Inneren des Helixturms aus auf kontrollierte Weise ein Luftstrom geleitet werden, der die zufällige Konvektion in der Umgebung der Heizkapillare eliminiert und somit die Reproduzierbarkeit deutlich erhöht. Es entsteht ein sogenanntes Flussfeld, welches namensgebend für die Analysentechnik ist. Durch den Einsatz von Flusswiderständen im Inneren des Helixturms lässt sich dieses Flussfeld anpassen, sodass im unteren, dem Detektor näheren Bereich der Helix ein stärkerer Luftstrom über die Heizkapillare geleitet wird. Das Ergebnis ist eine kontinuierliche, stärkere Abkühlung des dem Detektor näheren Säulenabschnitts; es entsteht ein negativer räumlicher Temperaturgradient, der ebenfalls namensgebend für die Technologie ist.
Mit einer reinen zeitlichen Temperaturprogrammierung, wie sie in der klassischen Gaschromatographie üblich ist, wird ein Analyt bei Erreichen einer bestimmten Temperatur damit beginnen, über die Säule zu wandern. Während der Wanderung zum Detektor steigt die Temperatur der Säule im zeitlichen Temperaturprogramm an, und der Analytpeak verbreitert sich. Durch den negativen Temperaturgradienten wandert der Analyt bei einer gleichbleibenden Temperatur über die Säule, und die Peakverbreiterung bleibt aus. Physikalisch ist dieser Effekt auch durch eine temperaturbedingte Verlangsamung der Peakfront bei vergleichsweise hoher Geschwindigkeit der Analyten im Peaktail zu begründen. Die Kombination dieser Effekte führt zu einer räumlichen Peakfokussierung. Der negative thermische Gradient erhöht somit die chromatographische Auflösung und verringert gleichzeitig die Elutionstemperatur, was besonders bei temperaturempfindlichen Analyten wie Explosivstoffen von Vorteil ist.
Darüber hinaus bietet der Helixturm die Möglichkeit zur Wasserkühlung über einen externen Umlaufkühler, wodurch die Umgebung der Trennsäule thermisch sehr stabil bleibt und Retentionszeitschwankungen minimiert werden. Zudem werden so Starttemperaturen ab 25 °C ermöglicht.

### Geeignete Detektoren
Theoretisch ist die FF-TG-GC mit allen Detektoren verwendbar, die in der Gaschromatographie gängig sind. Voraussetzung ist jedoch eine besonders hohe Aufnahmefrequenz der Detektoren, da Analytpeaks aufgrund der sehr geringen Peakbreiten von i. d. R. deutlich unter einer Sekunde ansonsten mit einer unzureichenden Menge an Datenpunkten charakterisiert werden oder gar nicht detektiert werden. Praktische Erfahrungen bestehen insbesondere bei der Verwendung von besonders schnellen Flammenionisationsdetektoren sowie bei Verwendung von Quadrupol-Massenspektrometern (insbesondere im SIM-Modus) und von Time-of-Flight-Massenspektrometern (geeignet auch im Scan-Modus). Die Auswahl eines geeigneten Detektors hängt stark von der jeweiligen Anwendung ab.

### Säulenverbinder
Herkömmliche Säulenverbinder sind für die Anwendung in der FF-TG-GC ungeeignet, da sie ein zu hohes ungespültes Volumen aufweisen. Dieses Volumen verursacht ein mehrere Sekunden andauerndes Peaktailing, welches in der herkömmlichen Gaschromatographie keine Relevanz besitzt; in der FF-TG-GC mit Laufzeiten von bspw. 50 Sekunden würde ein solches Peaktailing allerdings sehr stören und zu häufigen Koelutionen führen. Die geheizten Übergänge zwischen Injektor, Helixturm und Detektor, die sogenannten Transferöfen, verfügen daher über speziell entwickelte gespülte Verbinder, durch die verschiedene Trennsäulen miteinander verbunden werden können. Durch die Spülung von dadurch entstehenden Zusatzvolumina mit vortemperiertem Trägergas wird der negative Effekt auf die Peakform verhindert, und der Einsatz von Transferlines oder Vorsäulen wird ermöglicht. Dies ermöglicht außerdem bspw. das Rückspülen des Injektors während der Messung, um den Eintrag von durch Lösemittel verunreinigtem Trägergas aus dem Injektor zu minimieren und Koelutionen mit dem Lösungsmittel zu vermeiden.

## Anwendungen
Die Anwendungen, für die die FF-TG-GC geeignet ist, entsprechen im Groben den Anwendungen, für die auch die klassische Gaschromatographie eingesetzt wird, also qualitative und quantitative Analysen von leicht- bis mittelflüchtigen Substanzen. Aufgrund der limitierten Säulenlänge und der leicht verringerten Auflösung bestehen allerdings auch diverse ungeeignete Anwendungen, insbesondere, wenn diese aufgrund besonders herausfordernder Trennproblematiken eine längere Trennsäule erfordern.
Der besondere Vorteil der FF-TG-GC ist eine erheblich gesteigerte Messgeschwindigkeit (bis zu Faktor 50) bei vergleichsweise hoher Trennleistung, die etwa mit der einer 20-m-Säule (0,25 mm Innendurchmesser) bei klassischen Gaschromatographen vergleichbar ist. Sie bietet sich daher besonders bei relativ einfachen Trennproblemen an, bei denen eine deutliche Erhöhung der Messkapazität vorteilhaft ist. Dies ist beispielsweise bei Laboren mit hohem Probendurchsatz der Fall. Diese Stärke der FF-TG-GC ist außerdem dort von enormem Vorteil, wo eine kurze Zeit von Injektion der Probe bis zum Messergebnis gefordert ist, beispielsweise bei Wareneingangskontrollen, bei Prozesskontrollen oder bei Fragestellungen der öffentlichen Sicherheit.